# Eleições municipais de Corumbá em 1996
As eleições municipais da cidade brasileira de Corumbá ocorreram em 3 de outubro de 1996 para eleger um prefeito, um vice-prefeito e 15 vereadores para a administração da cidade. O prefeito titular era Ricardo Cândia, do Partido Social Trabalhista (PST), que deixou o cargo em 31 de dezembro daquele ano.
Disputaram a cadeira de prefeito os candidatos Antônio Lobo (PSB), Arturo Ardaya (PT), Domingos Albaneze (PL), Eder Brambilla (PSDB) e Waldemar Dias de Rosa (PFL). Brambilla foi eleito com uma diferença de 2,5 mil votos sobre o segundo colocado.

## Candidatos
| Nome do candidato     | Partido |
| --------------------- | ------- |
| Antônio Lobo          | PSB     |
| Arturo Ardaya         | PT      |
| Domingos Albaneze     | PL      |
| Eder Brambilla        | PSDB    |
| Waldemar Dias de Rosa | PFL     |

## Resultados

### Prefeito
| Candidato(a)                | Turno único 3 de outubro de 1996 | Turno único 3 de outubro de 1996 |
| Candidato(a)                | Total                            | Percentagem                      |
| --------------------------- | -------------------------------- | -------------------------------- |
| Eder Brambilla (PSDB)       | 14.831                           | 35,15%                           |
| Domingos Albaneze (PL)      | 12.245                           | 29,02%                           |
| Waldemar Dias de Rosa (PFL) | 10.511                           | 24,91%                           |
| Arturo Ardaya (PT)          | 4.010                            | 9,5%                             |
| Antônio Lobo (PSB)          | 594                              | 1,4%                             |
| → Total de votos válidos    | 42.191                           | 94,36%                           |
| → Votos em branco           | 720                              | 1,61%                            |
| → Votos nulos               | 1.800                            | 4,02%                            |
| Total                       | 44.711                           | 78,89%                           |
| Abstenções                  | 11.960                           | 21,1%                            |
| Total de inscritos          | 56.671                           | 100%                             |

#### Gráficos
| Turno único - Esquema Gráfico | Turno único - Esquema Gráfico | Turno único - Esquema Gráfico | Turno único - Esquema Gráfico | Turno único - Esquema Gráfico |
| ----------------------------- | ----------------------------- | ----------------------------- | ----------------------------- | ----------------------------- |
|                               |                               |                               |                               |                               |
| Eder Brambilla                | Eder Brambilla                |                               | 35,15%                        | 35,15%                        |
| Domingos Albaneze             | Domingos Albaneze             |                               | 29,02%                        | 29,02%                        |
| Waldemar Dias de Rosa         | Waldemar Dias de Rosa         |                               | 24,91%                        | 24,91%                        |
| Arturo Ardaya                 | Arturo Ardaya                 |                               | 9,50%                         | 9,50%                         |
| Antônio Lobo                  | Antônio Lobo                  |                               | 1,40%                         | 1,40%                         |
| Brancos e Nulos               | Brancos e Nulos               |                               | 5,63%                         | 5,63%                         |
| Abstenções                    | Abstenções                    |                               | 21,10%                        | 21,10%                        |

### Vereadores
Os eleitos foram remanejados pelo coeficiente eleitoral destinado a cada coligação. Abaixo a lista com o número de vagas e os candidatos eleitos. O ícone  indica os que foram reeleitos.
| Candidato(a)               | Partido | Votação        |      |       |
| -------------------------- | ------- | -------------- | ---- | ----- |
| Candidato(a)               | Partido | Armando Anache | PMDB | 1.493 |
| Marquinhos                 | PL      | 1.060          |      |       |
| Ranulfo Teles              | PTB     | 1.045          |      |       |
| Raimundo Carlos Salustiano | PMDB    | 1.029          |      |       |
| Salatiel                   | PSDB    | 1.029          |      |       |
| Solange                    | PMDB    | 1.002          |      |       |
| Dirceu Migueis             | PPB     | 900            |      |       |
| Alberto Guimarães          | PPB     | 896            |      |       |
| Luiz Mário Urt Delvizio    | PSDB    | 850            |      |       |
| Lourdes Esnarriaga         | PSDB    | 814            |      |       |
| Tadeu Vieira               | PSDB    | 797            |      |       |
| Antônio Benevides          | PGT     | 696            |      |       |
| Roberto Façanha            | PMDB    | 605            |      |       |
| Heitor Rocha               | PDT     | 524            |      |       |
| Antônio Carlos Massuda     | PFL     | 464            |      |       |